# 그웬 버든
궨 버던(Gwen Verdon, 1925년 1월 13일 ~ 2000년 10월 18일)은 미국의 배우, 무용가이다. 토니상에 다섯 차례 후보로 올라 그 중 세 번 수상에 성공하였다.

## 출연 작품

### 공연
- 시카고 (1975)

### 영화
- 다윗과 밧세바 (1951)
- 크립쇼 (1982)
- 코튼 클럽 (1984)
- 코쿤 (1985)
- 중년의 위기 (1990)
- 마빈의 방 (1996)

### 텔레비전
- 매시 (1981)
- 올 마이 칠드런 (1982)
- 매그넘 P.I. (1985-88)
- 맨하탄의 사나이 (1986)
- 파리 이즈 버닝 (1990)
- 천사의 손길 (1997)
- 시티 레인져 (1997-99)